# Koncert Jankiela

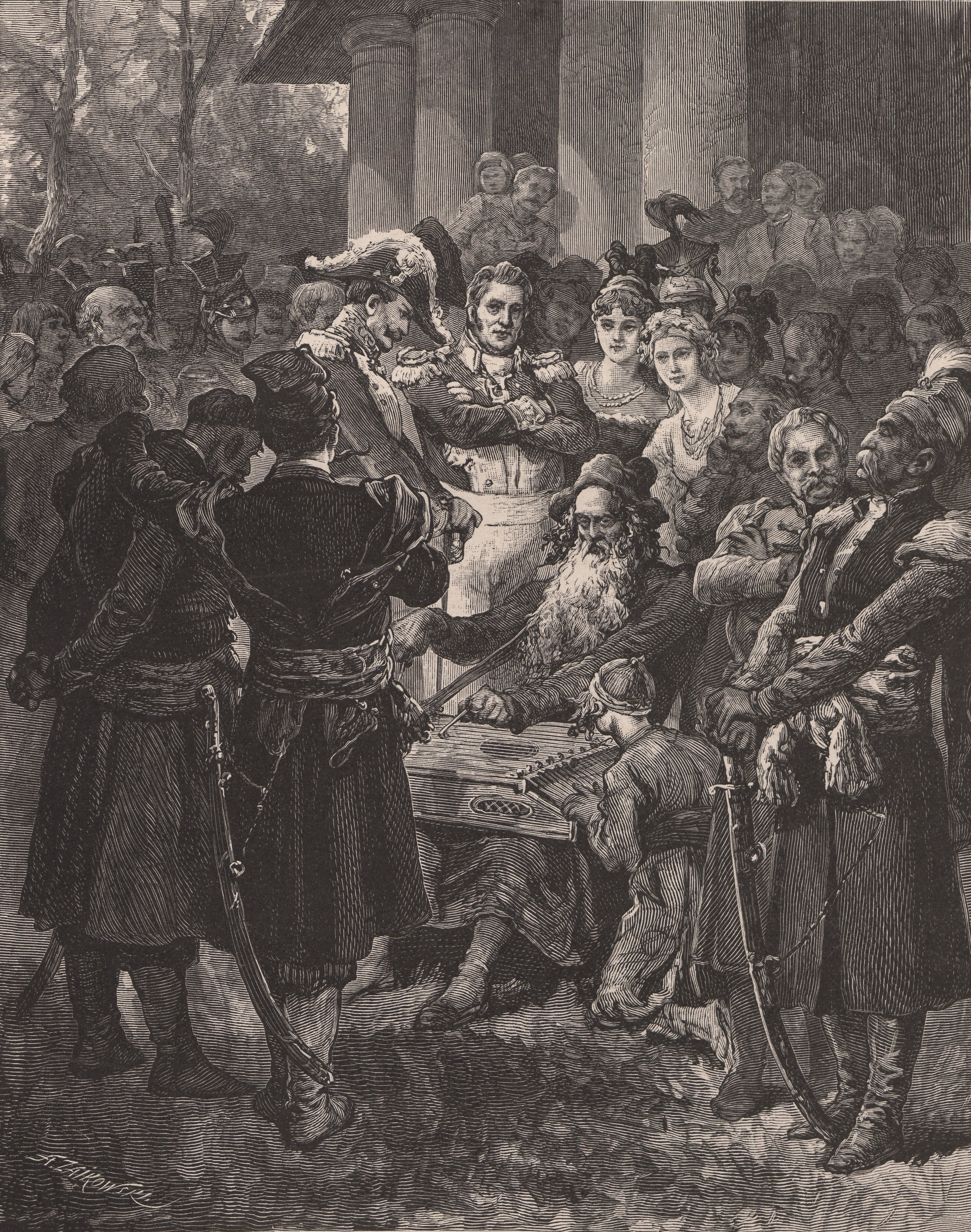
„Koncert Jankiela” – ilustracja z roku 1881 Michała Elwiro Andriollego do jednego z pierwszych wydań „Pana Tadeusza”

Koncert Jankiela zwany także „Koncertem nad koncertami” – fragment Księgi XII (pt. „Kochajmy się!”) „Pana Tadeusza” – polskiego eposu narodowego autorstwa Adama Mickiewicza, w którym poeta przypomina historyczne wydarzenia poprzedzające rozbiory Polski i zachęca Polaków do zgody. Muzyczną ilustracją opisywanych zdarzeń Mickiewicz uczynił koncert, wykonany z okazji zaręczyn Tadeusza z Zosią przez Żyda – polskiego patriotę – Jankiela. Mickiewiczowski opis stał się inspiracją do powstania wielu utworów artystycznych, w tym obrazów i koncertów.

## Budowa Koncertu Jankiela

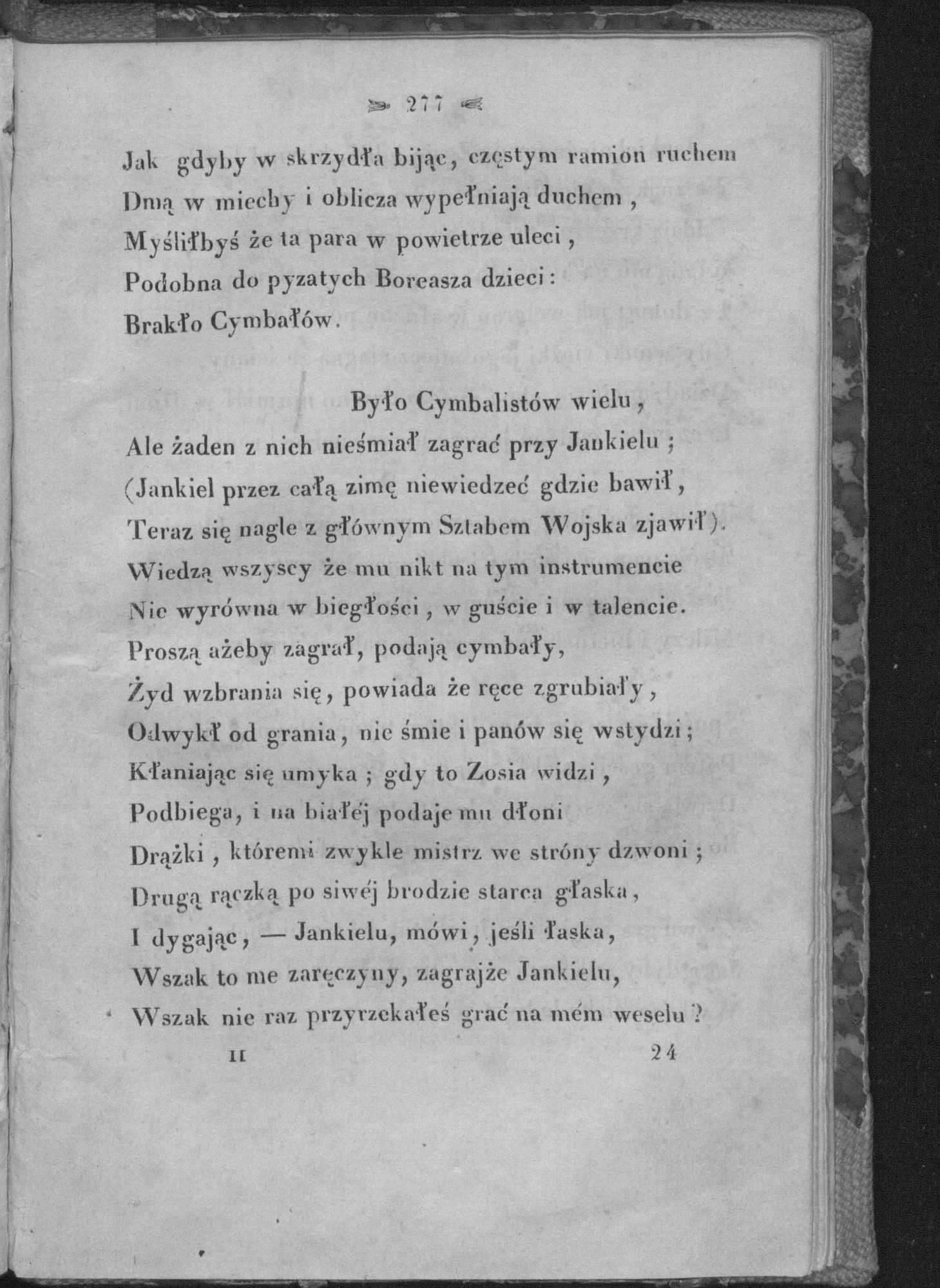
Karta opisująca koncert Jankiela z „Pana Tadeusza” wydanego w Paryżu w 1834 roku.

Koncert Jankiela w opisie Mickiewicza ma charakter patriotyczny i jest muzyczną ilustracją dziejów rozbiorowych Rzeczypospolitej Obojga Narodów. Obejmuje okres 1791–1797, od uchwalenia Konstytucji trzeciego maja do utworzenia Legionów Polskich we Włoszech. Utwór podzielony jest na pięć części, z których każda bezpośrednio odnosi się do innego historycznego wydarzenia z historii Polski:
- Konstytucji trzeciego maja – konstytucji z 1791 roku, reformującej ustrój Rzeczypospolitej Obojga Narodów,
- Konfederacji targowickiej – konfederacji magnackiego obozu republikanów przeciwko reformom tej Konstytucji,
- Rzezi Pragi – rzezi z 1794 roku, jakiej podczas powstania kościuszkowskiego dokonała armia carska mordując znaczną liczbę mieszkańców warszawskiej dzielnicy – Pragi,
- tułaczki żołnierzy polskich po I i II rozbiorze Polski i upadku powstania kościuszkowskiego przed powstaniem Legionów Polskich we Włoszech,
- powstania Legionów Polskich we Włoszech (muzycznie ilustrowanego Mazurkiem Dąbrowskiego) – które u boku Napoleona miały wyzwolić Rzeczpospolitą z ucisku trzech zaborców.

## Warstwa muzyczna koncertu

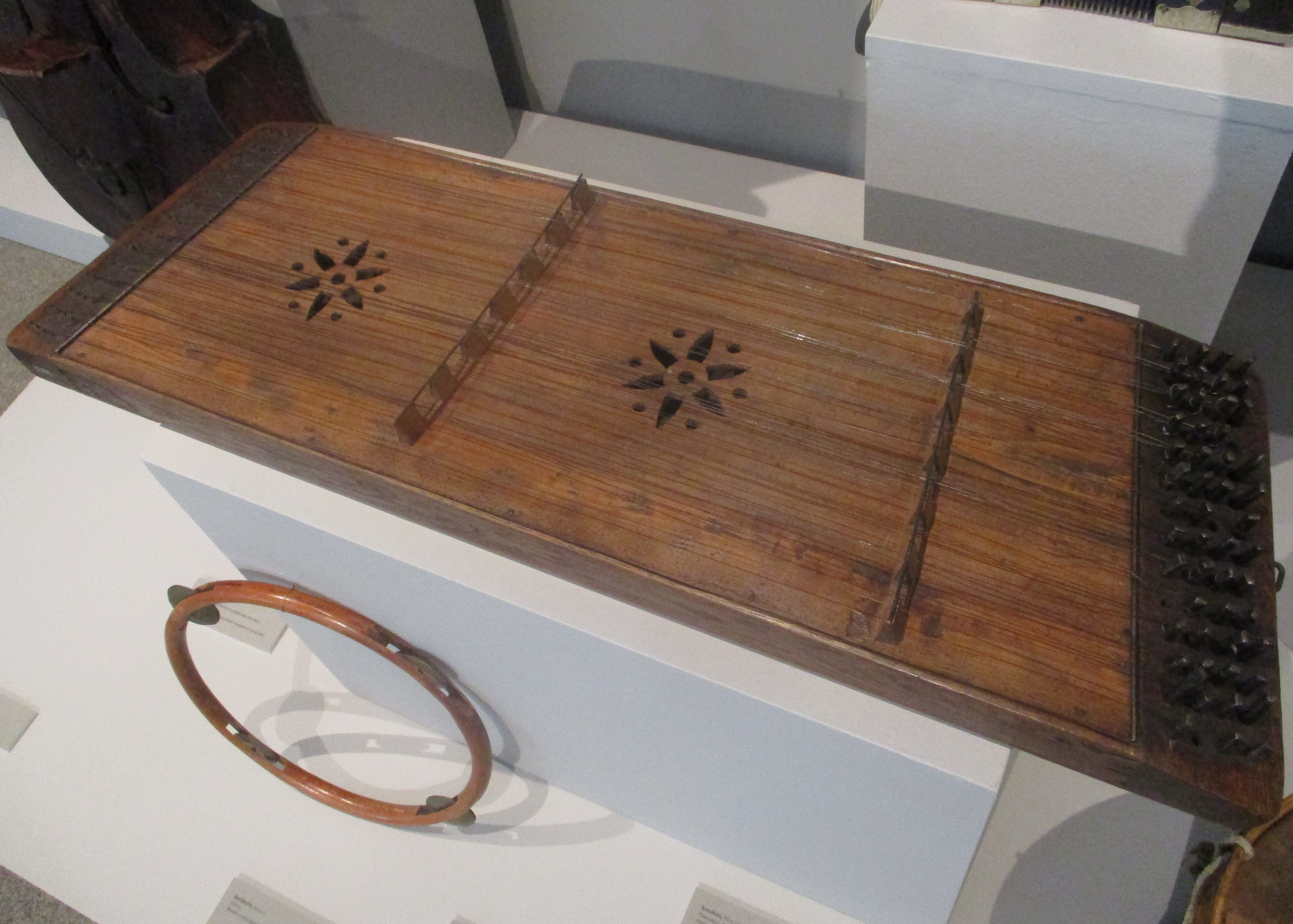
Litewskie cymbały

Swój koncert Jankiel wykonywał na cymbałach – ludowym instrumencie strunowym, na którym dźwięk uzyskuje się przez uderzanie strun specjalnymi pałeczkami. Stary Żyd był wirtuozem tego instrumentu („Było cymbalistów wielu,/ Ale żaden z nich nie śmiał zagrać przy Jankielu (...) Wiedzą wszyscy, że mu nikt na tym instrumencie/ Nie wyrówna w biegłości, w guście i w talencie”). Według opisu Mickiewicza koncert oparty był na melodyce poloneza, do którego taniec wykonywali później goście weselni.
Polonez Jankiela zawierał w sobie następujące tematy muzyczne, zaczerpnięte z tradycyjnej polskiej muzyki ludowej:
- Polonez Trzeciego Maja – anonimowa pieśń skomponowana na cześć uchwalenia Konstytucji trzeciego maja oparta na melodyce poloneza,
- Pieśń o żołnierzu tułaczu – XVI wieczna pieśń żołnierska, nawiązująca do staropolskich żołnierskich lamentów, powstała na podstawie „Pieśni o kole rycerskim” z 1584 i „Dumy rycerskiej” (ok. 1597) Adama Czahrowskiego.
- Mazurek Dąbrowskiego – obecny hymn Polski, pierwotnie „Pieśń Legionów Polskich we Włoszech” napisana przez Józefa Wybickiego, melodycznie oparta na motywach ludowego tańca – mazurka.

Koncert Jankiela ma wszelkie cechy improwizacji muzycznej bardzo często wykorzystywanej w tradycji muzyki ludowej. Jankiel spontanicznie używa w nim szeregu środków muzycznych mających na celu podniesienie dramatyzmu utworu oraz pobudzenie wyobraźni słuchaczy. Są to m.in. celowe fałszywe dźwięki, użyte dla ilustracji zdrady stanu targowiczan, wywołujące w słuchaczach wrażenie dysonansu lub gry na rozstrojonym instrumencie oraz dźwięki naśladujące odgłosy naturalne – odgłosy bitewne: „takt marszu”, „wystrzały”, jak również „jęk dzieci” i „płacze matek”, zastosowane w części nawiązującej do powstania kościuszkowskiego oraz rzezi Woli.

## Koncert Jankiela jako inspiracja artystyczna

### Dzieła muzyczne

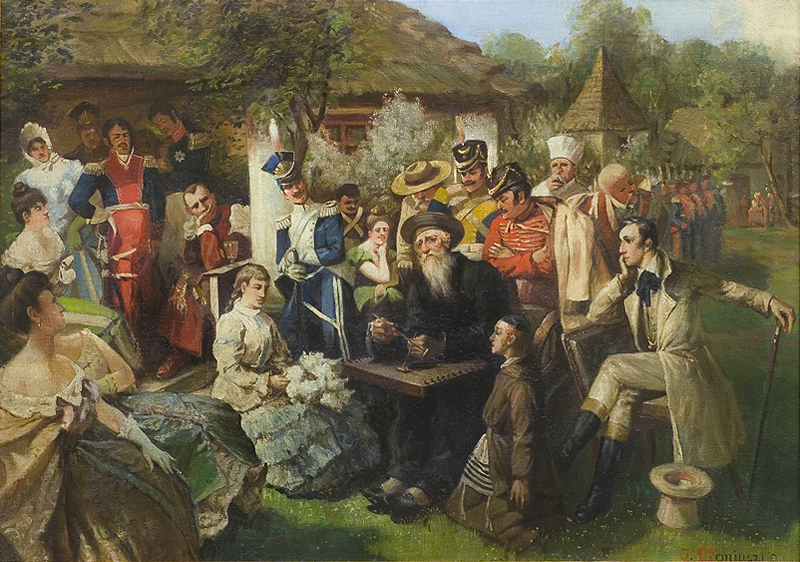
Jan Czesław Moniuszko – Koncert Jankiela.

Literacki opis koncertu Jankiela zainspirował wielu polskich kompozytorów do stworzenia swojej muzyki:
- Pierwszą próbę skomponowania muzyki, zainspirowanej tą tematyką, podjął polski kompozytor Ludwik Nowicki, który w 1862 roku wydał w Wilnie „Koncert nad koncertami Jankiela: Polonez z poematu Pan Tadeusz”[6].
- W latach 90. XX wieku Wojciech Kilar skomponował muzykę do filmu „Pan Tadeusz” w reżyserii Andrzeja Wajdy[7]. Na ścieżce dźwiękowej nie ma koncertu Jankiela, jako osobnego utworu – nie przewidział tego reżyser. W filmie znalazł się tylko krótki wstęp do weselnego poloneza (na CD z muzyką do filmu „Pan Tadeusz” znajduje się utwór Wojciecha Kilara, zatytułowany „Koncert Jankiela”[8]).

…ja nie pisałem muzyki do poematu Mickiewicza, tylko do filmu Wajdy. (…) Nie ma w tym filmie koncertu Jankiela. Wiele osób mnie pytało, dlaczego. Sam Andrzej tłumaczył, że koncert Jankiela to jest materiał na osobny film. To by rozbiło całą dramaturgię. – Wojciech Kilar
W filmie Jankiel gra na cymbałach tylko przez chwilę, co stanowi jedynie wstęp do pełnoorkiestrowej formy Poloneza. Cymbały Jankiela na ścieżce dźwiękowej odgrywała artystka folkowa, perkusistka i cymbalistka Marta Maślanka-Stanisławska
Utwór został wykonany z okazji inauguracji polskiej prezydencji w Radzie Unii Europejskiej, ale także dwustulecia rozpoczęcia akcji „Pana Tadeusza”. Prapremiera utworu odbyła się 3 lipca w Filharmonii Narodowej w Warszawie dla upamiętnienia 200. rocznicy przyjazdu Tadeusza do Soplicowa, wątku rozpoczynającego akcję poematu Adama Mickiewicza.
W prawykonaniu „Koncertu Jankiela” wystąpiła orkiestra Sinfonia Varsovia z udziałem cymbalistów z białoruskiego zespołu Wasilinki z Białoruskiej Państwowej Akademii, a poprowadził dyrygent Marc Minkowski. Kompozytor świadomie zrezygnował w swojej wersji „Koncertu Jankiela” z podążania ściśle za opisem Mickiewicza co stało się przedmiotem krytyki.

### Koncert Jankiela w malarstwie

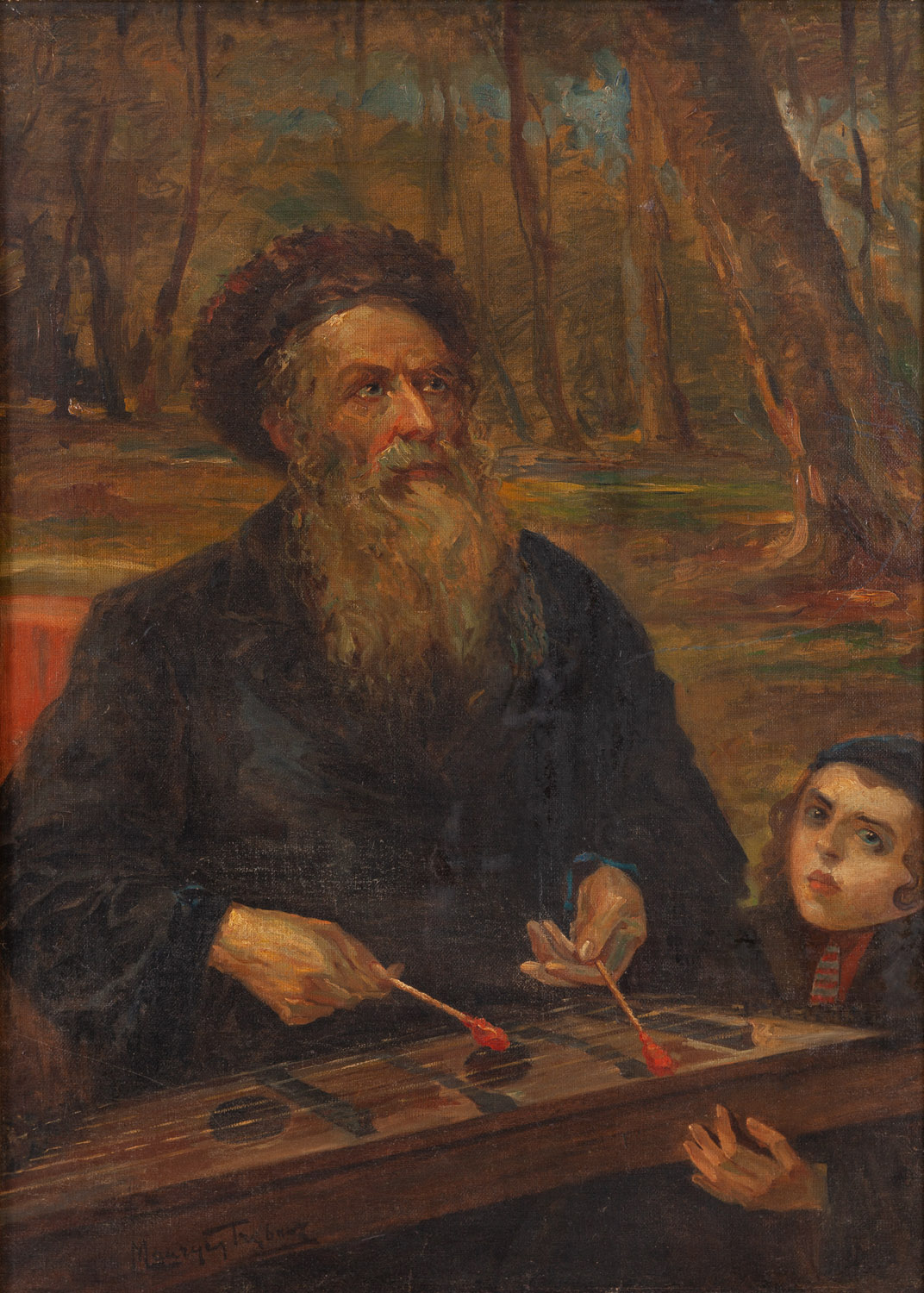
Maurycy Trębacz: Koncert Jankiela

- W 1858 roku Staloryt zatytułowany „Polonez”, przedstawiający koncert Jankiela, wykonał polski malarz i grafik Wojciech Gerson[14]
- W latach 1868 i 1873 Juliusz Kossak wykonał dwie grafiki, pt. „Polonez” i „Koncert Jankiela”[15].
- W 1881 roku grafik i ilustrator książkowy Michał Andriolli wykonał ilustrację pt. „Koncert Jankiela” – do jednego z pierwszych wydań „Pana Tadeusza” oraz w 1888 roku drugą poświęconą tej samej tematyce pt. „Koncert nad koncertami”.
- Obraz zainspirowany koncertem pt. „Koncert Jankiela” wykonał Maurycy Trębacz polski malarz żydowskiego pochodzenia. Obraz zaginął podczas II wojny światowej[16].
- Miniaturę pt. „Koncert Jankiela” jako jedną z kart swojej pracy pt. „Statut Kaliski” wykonał polski malarz żydowskiego pochodzenia Artur Szyk[17].
- Edward Loevy wykonał ilustrację przedstawiającą grającego Jankiela do wydania Pana Tadeusza z roku 1890.
- Obraz pt. „Koncert Jankiela” wykonał polski malarz Józef Wilk[18].
- Obraz olejny pt. „Koncert Jankiela” namalował polski malarz Czesław Jan Moniuszko[19][20].
- Obraz olejny, przedstawiający koncertującego Jankiela wraz z publicznością, namalował w listopadzie 1883 roku Wojciech Kossak, przedstawiając swój portret jako Tadeusza. Ten sam malarz namalował w tymże roku koncert Jankiela na wachlarzu znajdującym się obecnie w Muzeum Zofii Kossak-Szatkowskiej[21].
- Grafikę przedstawiającą koncert Jankiela narysował znany polski grafik Szymon Kobyliński[22]